# گیل چالان
گیل چالان، روستایی سرسبز و زیبا از توابع دهستان گیل دولاب بخش مرکزی شهرستان رضوان‌شهر در استان گیلان ایران است.

## مردم و زبان
مردم روستای گیل چالان، گیلک هستند و به زبان گیلکی با گویش گیل‌دولابی سخن می‌گویند. گیل‌‌دولابی از غربی‌ترین گویش‌های زبان گیلکی است که ویژگی‌های منحصر به فردی دارد ولی تحقیقات کمی بر روی آن صورت گرفته است.  

## جمعیت
این روستا در دهستان گیل دولاب قرار دارد و براساس سرشماری مرکز آمار ایران در سال ۱۳۸۵، جمعیت آن ۸۶۱ نفر (۲۱۷خانوار) بوده‌است.